# Fraternité (yole)
Pour les articles homonymes, voir Fraternité (homonymie).
Fraternité est une yole de Bantry à l'origine basée à Brest, puis à Poses dans l'Eure depuis mai 2023. Il s'agit d'un bateau voile-aviron gréé de trois voiles au tiers ou bordant dix avirons.
Cette yole est la reproduction d'une embarcation de la Marine nationale française qui a participé à la malheureuse expédition d'Irlande en 1796.
Fraternité, lancée en 1986, est la plus ancienne yole de Bantry de France. Elle est gérée actuellement par l'association Yole 27, après avoir été gérée par le Patronage laïque de Lambézellec (PLL) jusqu'en mai 2023.
La yole de Bantry Fraternité est labellisée Bateau d'intérêt patrimonial (BIP).

## Réplique d’une embarcation de 1796
Comme toutes les « yoles de Bantry », Fraternité est la réplique historique fidèle d'un bateau du XVIIIe siècle : la yole d'origine est conservée au Musée national d'Irlande. Mise à l’eau par la frégate française La Résolue, prise dans une tempête lors d’une expédition en baie de Bantry en Irlande en 1796, la yole a été capturée par des Irlandais pro-britanniques. Elle a été parfaitement entretenue de génération en génération jusqu'à notre époque. Cette embarcation de prestige est le plus vieux bateau français subsistant

## La plus ancienne yole de Bantry de France
Fraternité, qui a été lancée à l’initiative du club d’aviron de Bohars Karenn (aviron  en breton) en juillet 1986 lors des premières Fêtes maritimes de Douarnenez , est la plus ancienne yole de Bantry de France.
Avec la yole Amitié lancée en 1988, les yoles du Finistère ont été les modèles et les initiatrices de toutes les autres yoles de Bantry de France, particulièrement celles du Défi jeunes marins de 2000. À cette occasion, s’appuyant sur l’expérience de Fraternité, Karenn a réalisé Naviguer autrement, un remarquable manuel d’initiation aux yoles de Bantry.

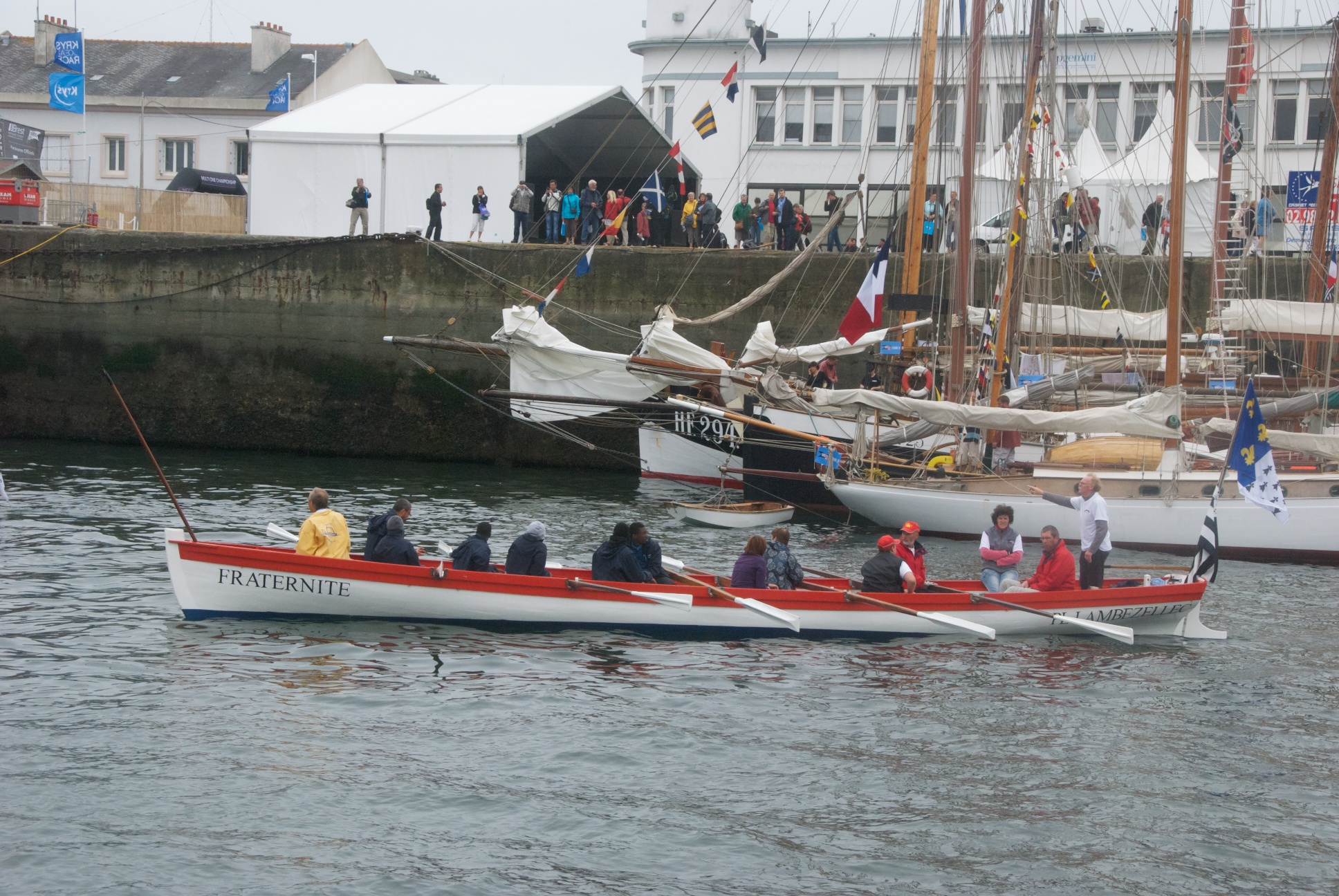
durant les Tonnerres de Brest 2012

## Un bateau voile/aviron
La yole navigue en bordant dix grands avirons ou en hissant sur des mâts amovibles trois voiles au tiers : misaine à l'avant, taillevent au centre et tape-cul derrière la barre.
Il existe déjà soixante-dix yoles identiques dans le monde, du Canada à l'Indonésie, lancées principalement à l'occasion de l’Atlantic Challenge durant les années 1980 ou du Défi jeunes marins de 2000.

## Près de 40 ans de navigation

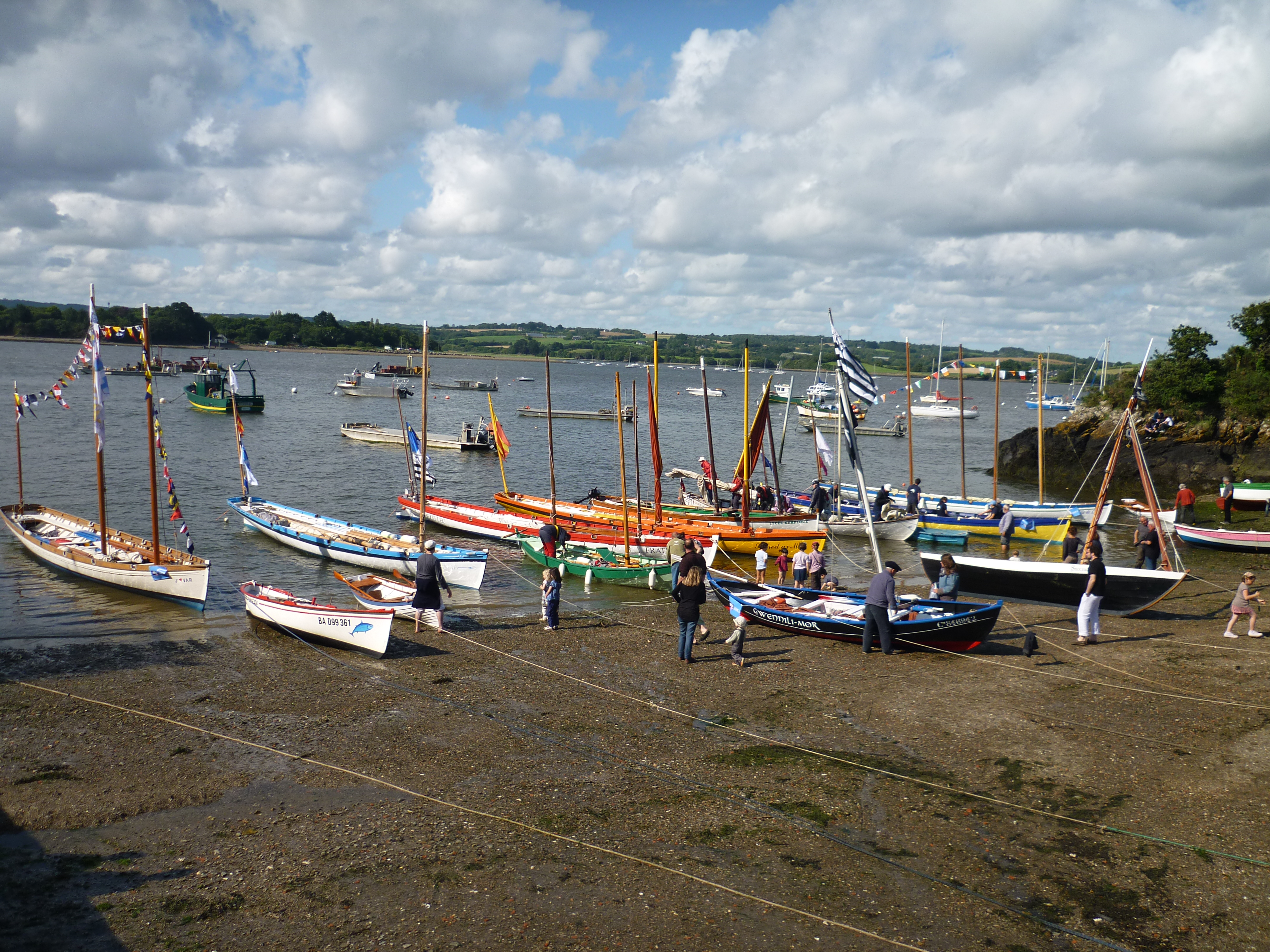
Rassemblement de yoles à l’initiative de Fraternité en juillet 2012

Depuis son lancement en 1986, partant du port du Moulin-Blanc à Brest, Fraternité avait navigué dans la rade de Brest. La yole a participé à de nombreuses manifestations maritimes :
La yole a concouru avec Amitié à l'Atlantic Challenge de Douarnenez en 1988, compétition amicale de yoles de Bantry entre jeunes marins des deux bords de l'Atlantique (l'équipage de Fraternité, alors en voie d'achèvement, avait participé au premier Atlantic Challenge en 1986 à New York sur une yole prêtée).
En 1996, pour ses dix ans, Fraternité a participé au lancement après rénovation du Notre-Dame de Rumengol en remorquant la gabarre jusqu’au port de Brest.
En 2008, après une importante rénovation, Fraternité a navigué durant les Fêtes maritimes de Brest 2008 sous ses nouvelles couleurs du PLL,.
En juillet 2012, le PLL et Fraternité ont été les organisateurs d’un rassemblement de yoles à Pors Beac’h en Logonna-Daoulas, dans le cadre des 'Tonnerres de Brest où la participation de Fraternité a été très remarquée.
En mai 2023 la yole Fraternité a quitté Brest pour rejoindre la Normandie où elle est désormais gérée par l'association Yole 27.

## Gestion associative
La yole a été lancée en 1986 par l’association Karenn de Bohars   qui a été contrainte de s’en séparer pour des problèmes financiers.
En 2008, le Patronage laïque de Lambézellec (PLL) l’acquiert et entreprend plusieurs importantes rénovations. Fraternité navigue sous les couleurs du PLL jusqu'en mai 2023 où elle est confiée à l'association Yole 27.

## Bateau d’intérêt patrimonial
Fraternité bénéficie du label national de Bateau d'intérêt patrimonial (B.I.P.), une certification de l'Association patrimoine maritime et fluvial.

## Galerie photos

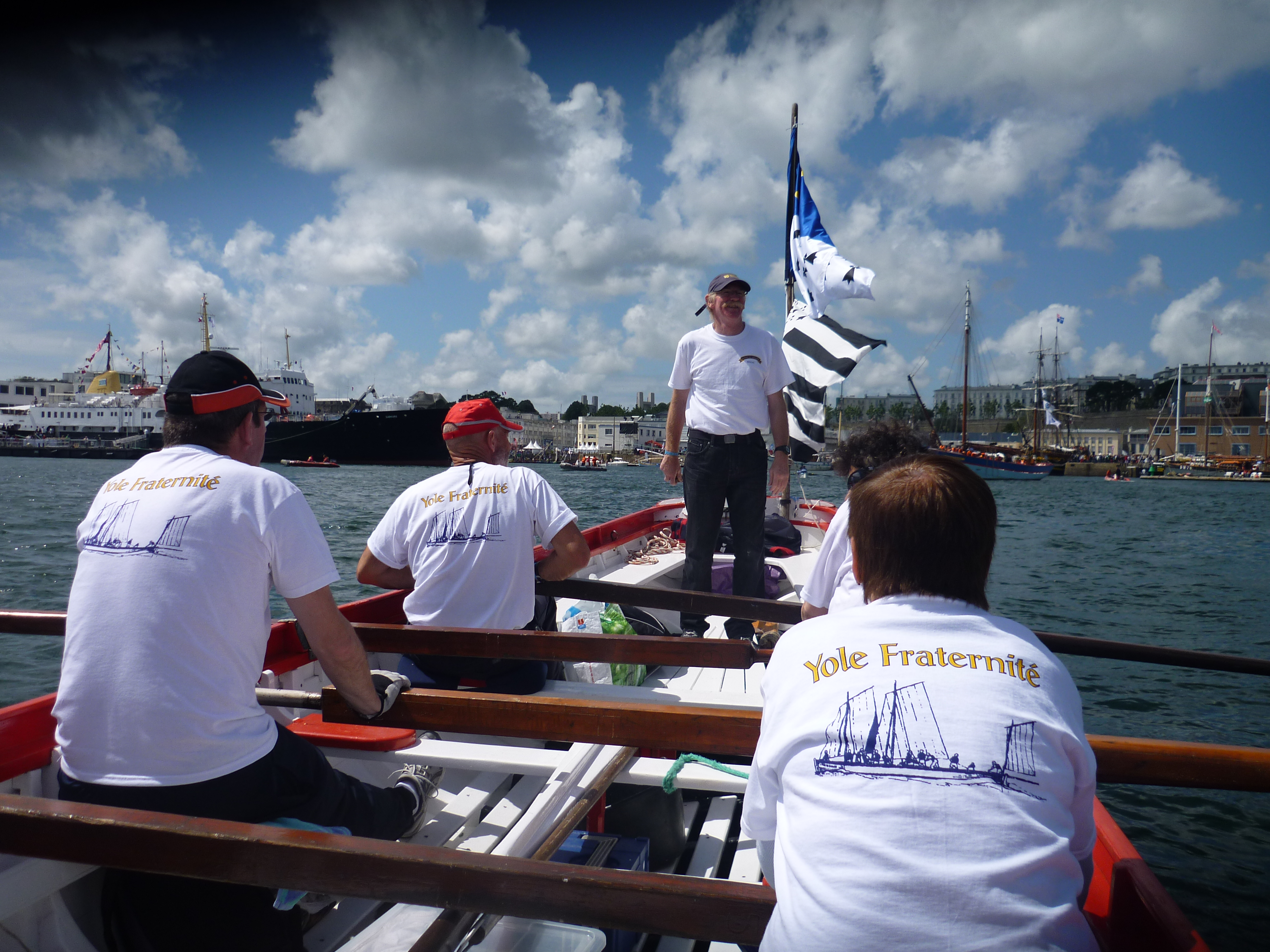
Les tee-shirts de la yole
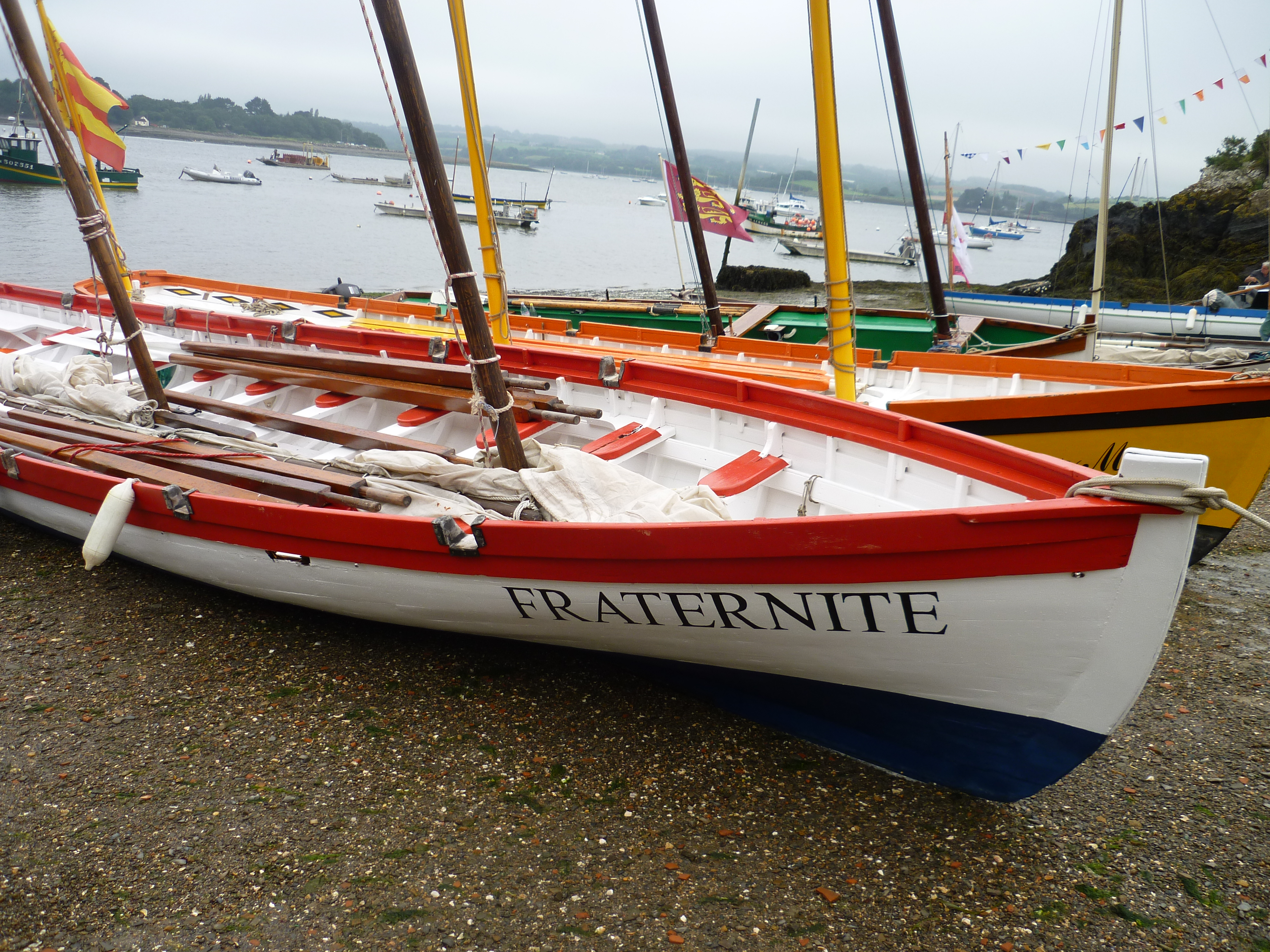
Fraternité à Pors Beac'h
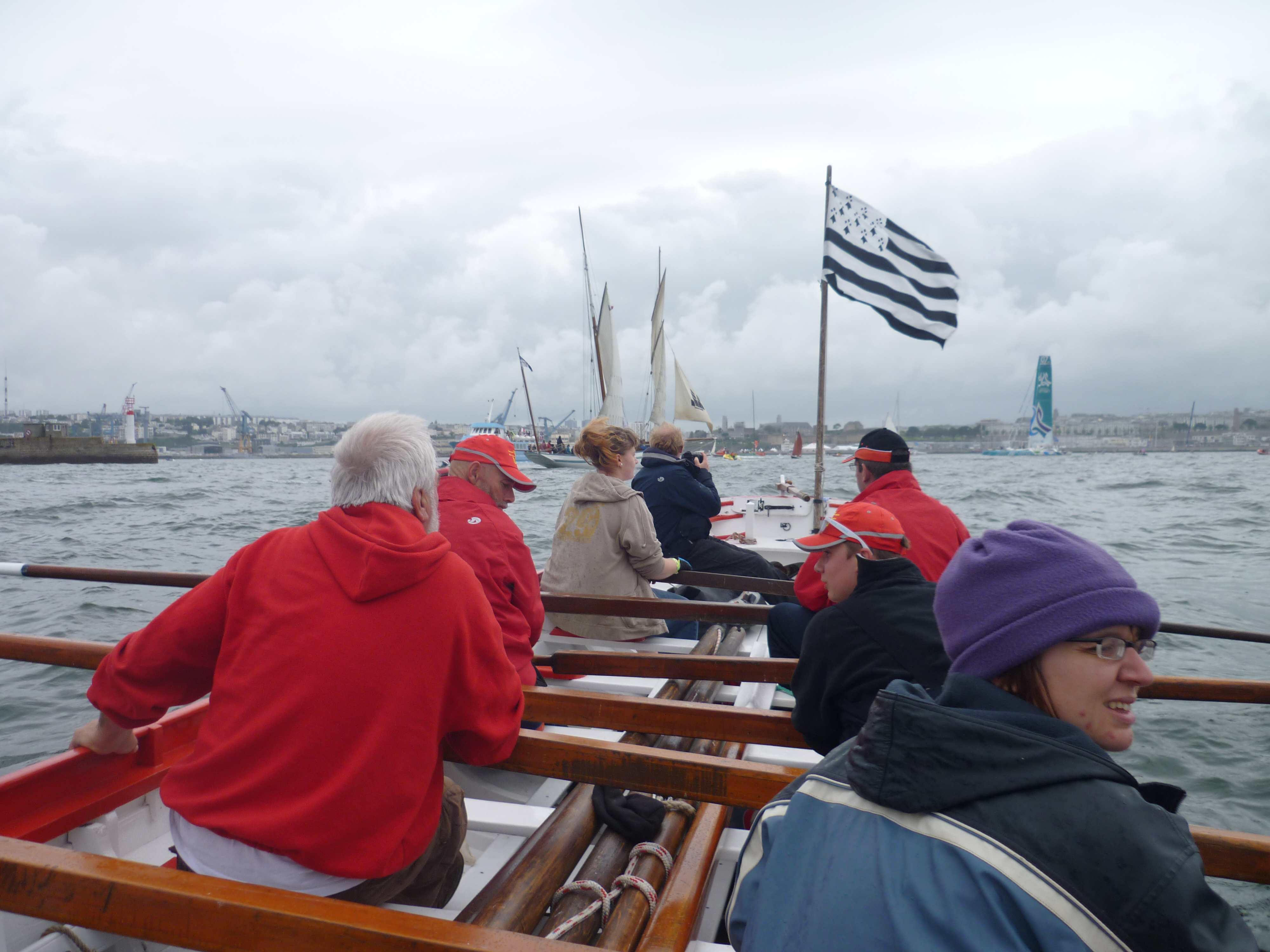
Fraternité aux Tonnerres de Brest 2012
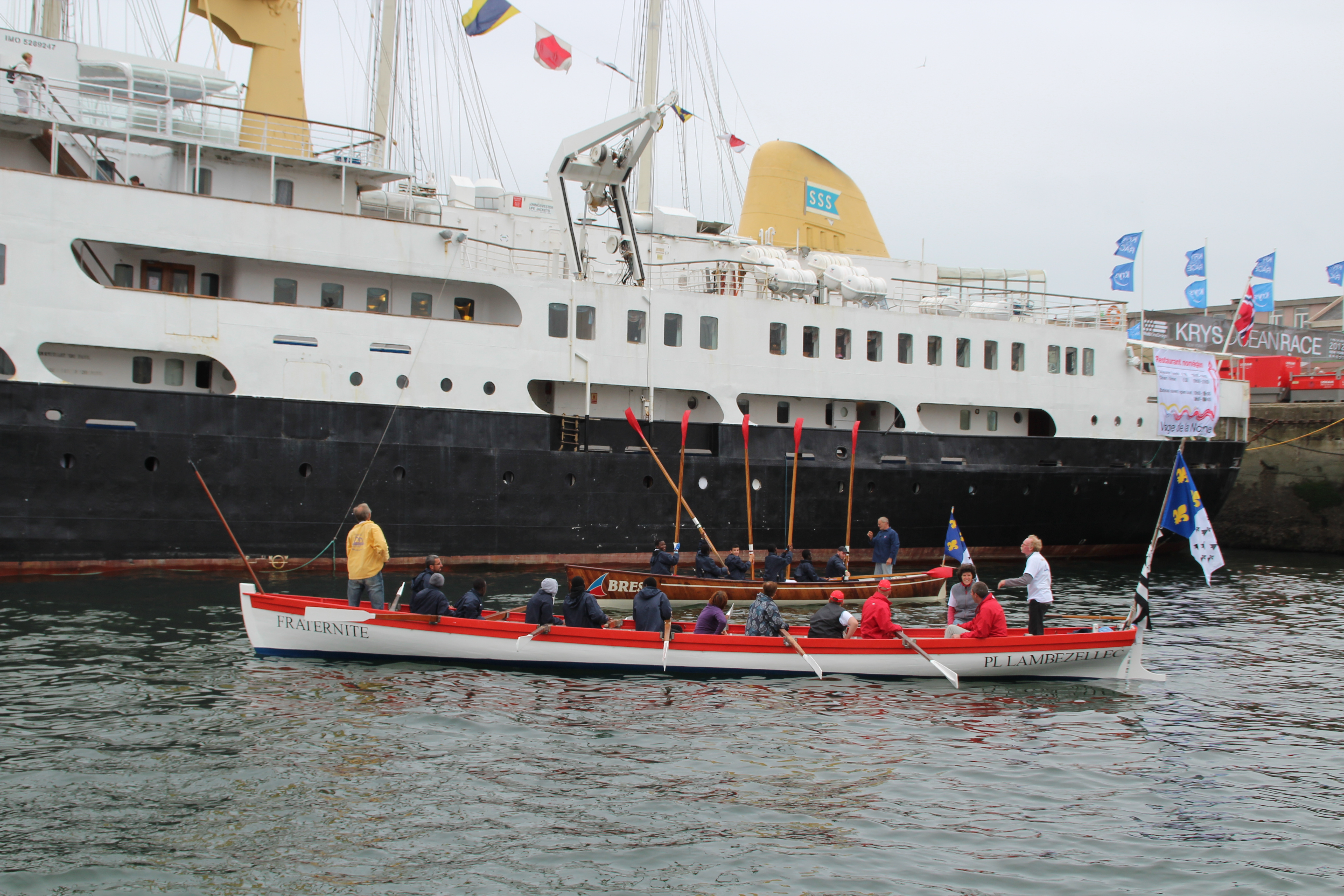
Fraternité aux Tonnerres de Brest 2012